# Jurasaidae
Jurasaidae — родина жуків надродини Elateroidea. Відкрита у 2020 році. 

## Поширення
Всі представники родини — ендеміки атлантичного лісу на сході Бразилії. 

## Опис
Родина характеризується неотенічними самицями та нормальними самцями.

## Види
У родині описано три види. Всі вони описані у 2020 році:
- Рід Jurasai Rosa et al., 2020
  - Jurasai digitusdei Rosa et al., 2020
  - Jurasai itajubense Rosa et al., 2020
- Рід Tujamita Rosa et al., 2020
  - Tujamita plenalatum Rosa et al., 2020